# 豊田産業文化センター
豊田産業文化センター（とよたさんぎょうぶんかセンター）は、愛知県豊田市小坂本町1丁目25番地にある大型の複合公共施設。

## 概要
管理運営は公益財団法人豊田市文化振興財団。プラネタリウムやサイエンスホールを有するとよた科学体験館（とよたかがくたいけんかん）、小ホール、多目的ホールが入っている。敷地内には文化的行事に利用できる喜楽亭（きらくてい）がある。その他、少年少女発明クラブ、青少年センター、男女共同参画センター（キラッとよた）、国際交流協会（TIA）、中日文化センターなどの機能が入居している。

## 歴史
かつての当地には加茂蚕糸の工場があり、1929年（昭和4年）に建設された高さ約36メートルの大煙突は挙母市街地の象徴的存在だった。1981年（昭和56年）に加茂蚕糸が廃業し、1985年（昭和60年）7月6日に豊田産業文化センターが開館した。地上5階地下1階建てで、総事業費は35億3400万円。当センターの開館に合わせ3階に西町の市民センター内にあった豊田商工会議所が移転したが、その後2006年、敷地内の一角に豊田商工会議所会館を竣工し商工会議所は独立した。施設名の「産業」という部分はこの地域の製糸業の中心的存在であった加茂蚕糸の工場跡地ということと、オープン当時に3階に商工会議所、法人会、鉄工会、飲食業組合、ライオンズクラブなどの経済諸団体の事務所が入っていたことと、2階に消費生活センター、地下に計量検査所などの産業に関連した機能が配置されたことに由来。また5階には、当時のカルチャースクールの先駆けとして中日文化センターが市内ではじめて開設した。

## 沿革
- 1985年（昭和60年）7月6日 - 豊田産業文化センター新規オープン。
- 2002年（平成14年）3月 - 2階・消費生活センター移転（同年4月から松坂屋豊田店（旧豊田そごう）A館7階）。
- 2002年（平成14年）4月 - 2階・女性センター（現男女共同参画センター）2階業務拡大。
- 2005年（平成17年）3月 - サイエンスホールリニューアル（3億7,500万円）とよた科学体験館に名称変更してサイエンスショーやものづくりコーナーなどの機能追加。
- 2006年（平成18年）3月 - 商工会議所移転（隣接にビル建設）。
- 2007年（平成19年）6月 - 国際交流協会TIA入居（3階）。
- 2008年（平成20年）3月 - プラネタリウムリニューアル（4億4,600万円）。
- 2014年（平成26年）3月 - レストラン「てふてふ」閉店（1階）。
- 2015年（平成27年）3月 - プラネタリウムデジタル式機器オーバーホール。
- 2015年（平成27年）4月 - 青少年センター入居（1階事務所、4階管理移管）。
- 2018年（平成30年）8月 - 子どもの権利相談室入居（4階）。
- 2022年（令和4年）3月 - プラネタリウム光学式投映器光源LED化、デジタル式機器更新、音響設備更新。

## 施設

### 文化センター内の主な施設
- とよた科学体験館（プラネタリウム、サイエンスホール）
- 小ホール - 240人収容。
- 多目的ホール - 200人収容。
- 喜楽亭 - 茶道や華道などの文化的行事用。
- デトロイトコーナー - 豊田市の姉妹都市であるアメリカ合衆国デトロイトを紹介するコーナー。アムールトラのはく製が展示されている。
- 喫茶コーナー「北斗星」
- 豊田少年少女発明クラブ
- 豊田市青少年センター
- とよた男女共同参画センター（キラッとよた）
- とよた子どもの権利相談室（こことよ）
- 豊田市国際交流協会（TIA）
- 豊田中日文化センター

### とよた科学体験館
昭和60年の開館時に併設されたプラネタリウムは、ミノルタカメラ（現コニカミノルタプラネタリウム）が開発した世界初の一球式プラネタリウム・インフィニウムの２号機（同年のつくば科学万博が1号機）として設置され、常設の一般供用施設としては世界初の設置施設となったため、オープン当初は連日大盛況となり、国内外の自治体等から多くの視察を受けた。
とよた科学体験館は科学やものづくりに関する展示を行っており、プラネタリウムも有する。

### 喜楽亭
明治時代後期、長坂源一郎によって神明町に料理旅館の喜楽亭が創業した。大正末期は現在の主体部が建てられ、1928年（昭和3年）には前部棟が増築された。
1967年（昭和42年）の旅館廃業後には民家として使用されていたが、1982年（昭和57年）に所有者の長坂雪子から豊田市に寄贈され、1983年（昭和58年）には中央棟を含む主体部が豊田産業文化センターの敷地内に復元移築された。なお、2000年代前半には豊田市駅前通り南地区第一種市街地再開発事業によって移転前の敷地が再開発され、喜楽亭の跡地はホテルトヨタキャッスルなどが入るコモ・スクエア・ウェストとなっている。
2013年（平成25年）12月24日には喜楽亭が登録有形文化財に登録された。木造2階建、妻入、入母屋造桟瓦葺の建物である。建物が現存する料理旅館としては豊田市最古の建築物である。

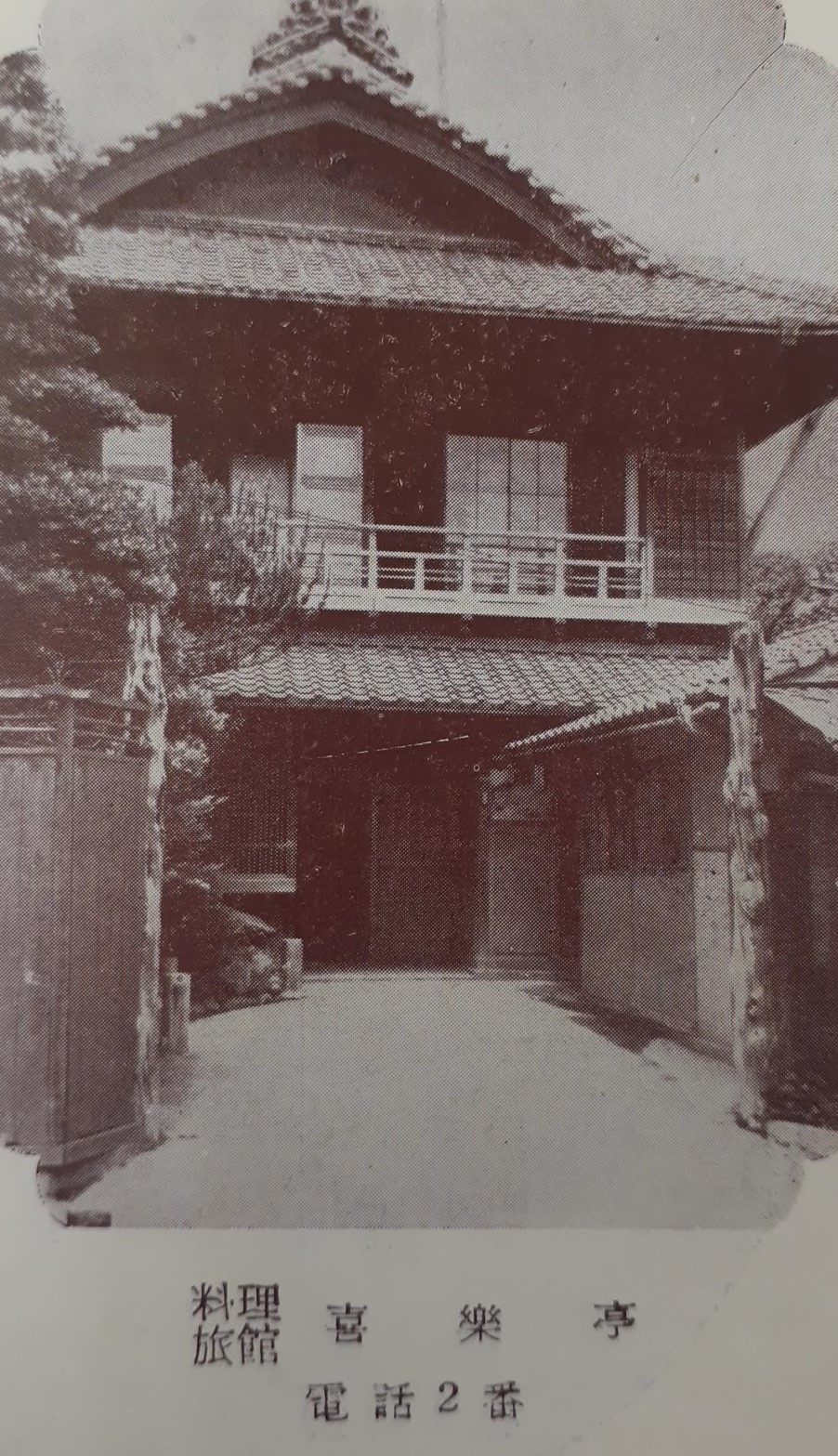
1950年（昭和25年）の料理旅館・喜楽亭

## 利用案内
開館時間
- 9時〜21時30分
- 9時～17時（とよた科学体験館）

休館日
- 月曜日（祝日の場合は開館）・年末年始
- 月曜・年末年始（とよた科学体験館）

## 交通アクセス[6]
- 名鉄豊田線・三河線 豊田市駅から徒歩で約7分。
- 愛知環状鉄道・愛知環状鉄道線 新豊田駅から徒歩で約4分。
- とよたおいでんバス：保見・豊田線「新豊田駅西」バス停から徒歩で約2分。

## 駐車場
- 276台（優先駐車場4台）
- フリーパーキング加盟駐車場
- 30分150円（利用認証により3時間無料）